# Faux (droit)
Pour les articles homonymes, voir Faux.
Le faux est une altération de la vérité destiné à tromper. Ses conséquences peuvent être civiles autant que pénales.
Le faux peut être constitué par :
- un faux matériel, par exemple un document créé par un faussaire ;
- un faux par omission, lorsqu'une personne établit un document en omettant volontairement des données importantes ;
- un faux intellectuel, c'est-à-dire un vrai document mais dont certaines mentions sont volontairement fausses.

## Application par pays

### Belgique
Le faux est défini par l'article 193 du Code pénal, et suivant son utilisation, il est sanctionné par les dispositions des articles 194, 195 (commis par un fonctionnaire), 196 (commis dans des écritures commerciales ou bancaires), 197 (usage du faux sanctionné au même titre).
Le faux serment est sanctionné par l'article 226 du Code civil.

### Canada

#### Droit pénal
La fabrication d'un faux documents est une infraction en vertu de l'article 366 du Code criminel. L'emploi, la possession ou le trafic d'un contrefait est aussi un infraction en vertu de l'article 368 C.cr.
Faire un faux passeport est une infraction criminelle sanctionnée par l'article 57 (1) C.cr. L'article 321 C.c.r. définit le faux document comme étant « le document qui a été fait par ou pour la personne qui paraît l’avoir fait, mais qui est faux sous quelque rapport essentiel ».

#### Droit civil québécois
En droit civil québécois, il existe deux cas d'ouverture pour l'inscription de faux à l'égard d'un acte notarié : le faux intellectuel et le faux matériel. Le faux matériel est la falsification de la copie par une partie ou un tiers, tandis que le faux intellectuel survient lorsque le notaire a failli dans sa mission de constater un fait ou sa mission d'inscrire un fait.

### Suisse
Le Code pénal suisse punit les faux dans les titres.